# Mate Delić
Mate Delić (* 29. September 1993 in Split) ist ein kroatischer Tennisspieler.

## Karriere
Mate Delić spielt hauptsächlich auf der ATP Challenger Tour und der ITF Future Tour. Er konnte bislang drei Turniere in der Einzelkonkurrenz und sieben Turniere in der Doppelkonkurrenz auf der Future Tour feiern. Sein erstes Spiel auf der ATP World Tour bestritt er im Juli 2012 in Umag, wo er in der ersten Runde an Gianluca Naso in zwei Sätzen scheiterte.
In den Jahren 2013 und 2014 nahm er jeweils an den PBZ Zagreb Indoors teil, verlor jedoch sowohl 2013 im Doppel als auch 2014 im Einzel jeweils sein Auftaktspiel. Seine höchste Platzierung in der Weltrangliste erreichte er im Oktober 2013 mit Platz 349 im Einzel sowie Platz 348 im Doppel.
2014 gab er für Kroatien sein Debüt im Davis Cup.